# Ботанічний сад Копенгагенського університету

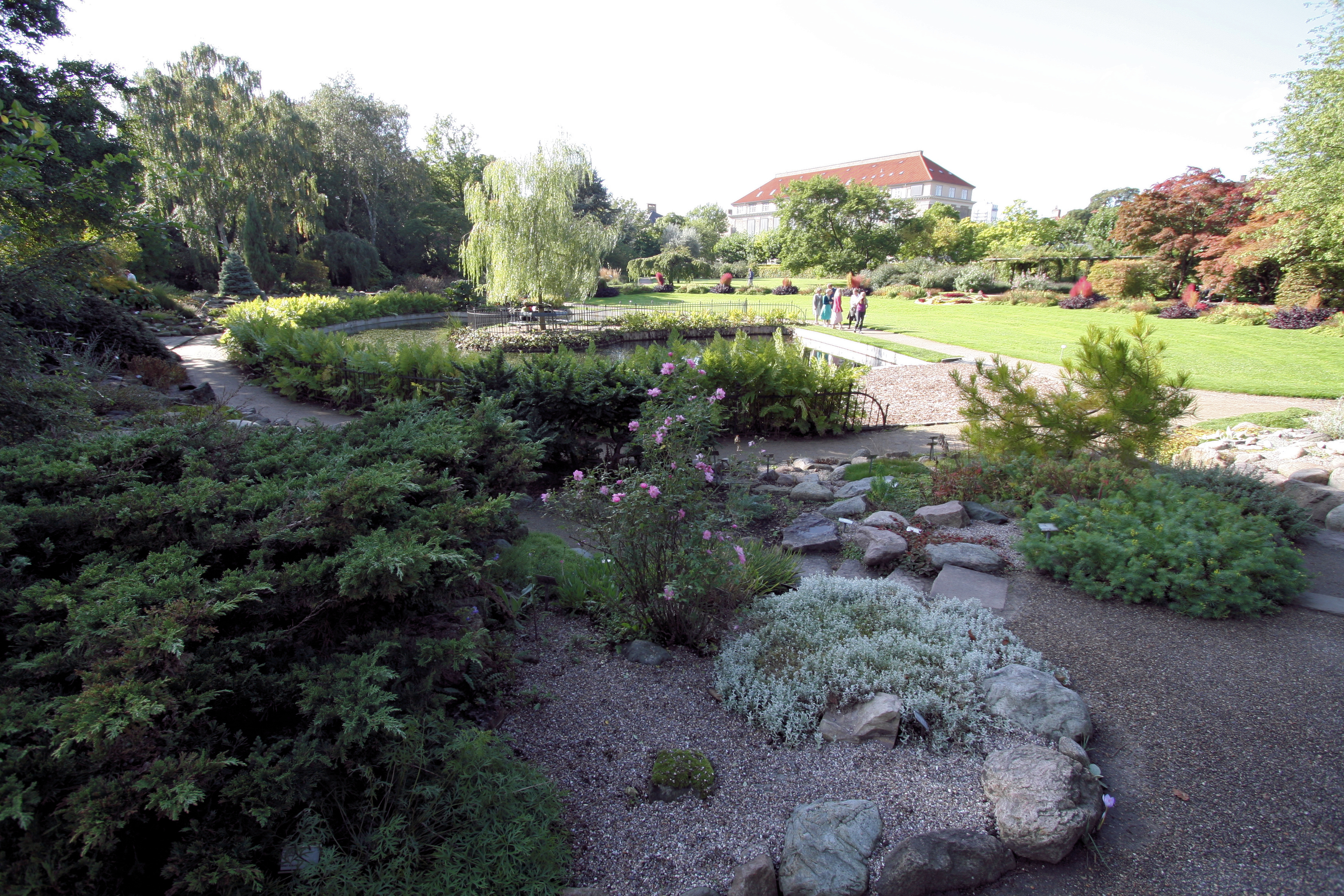

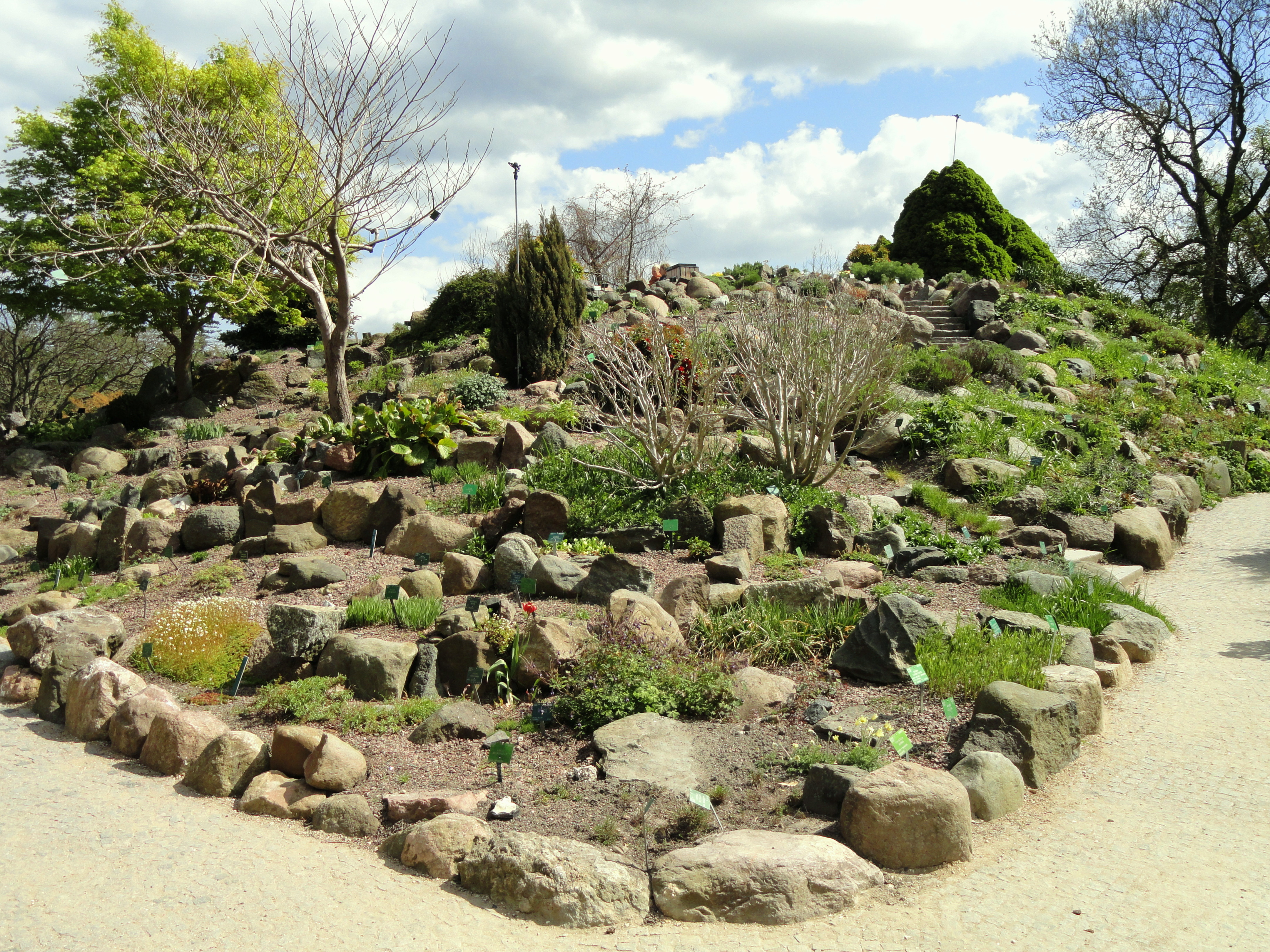

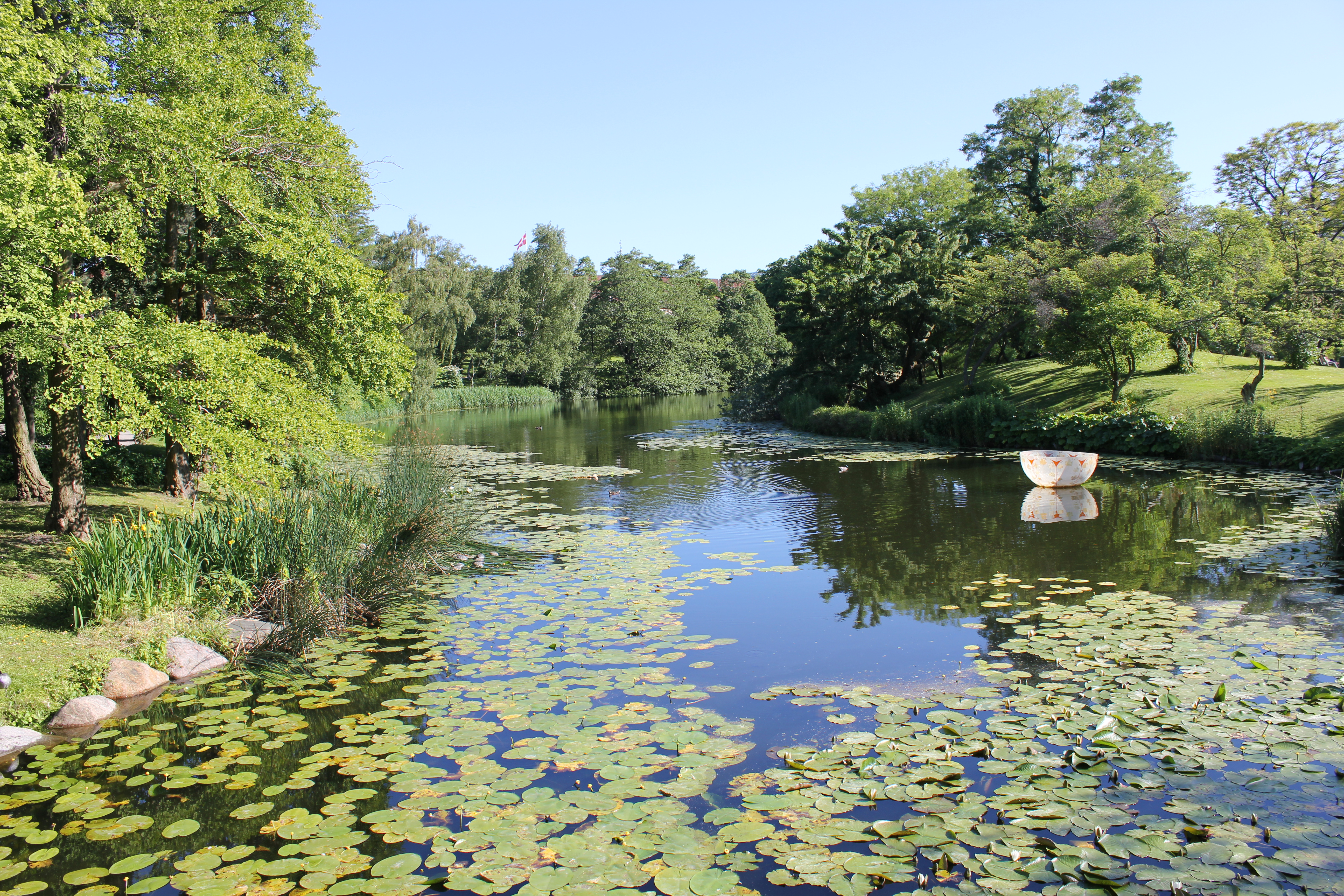
У ботанічному саду

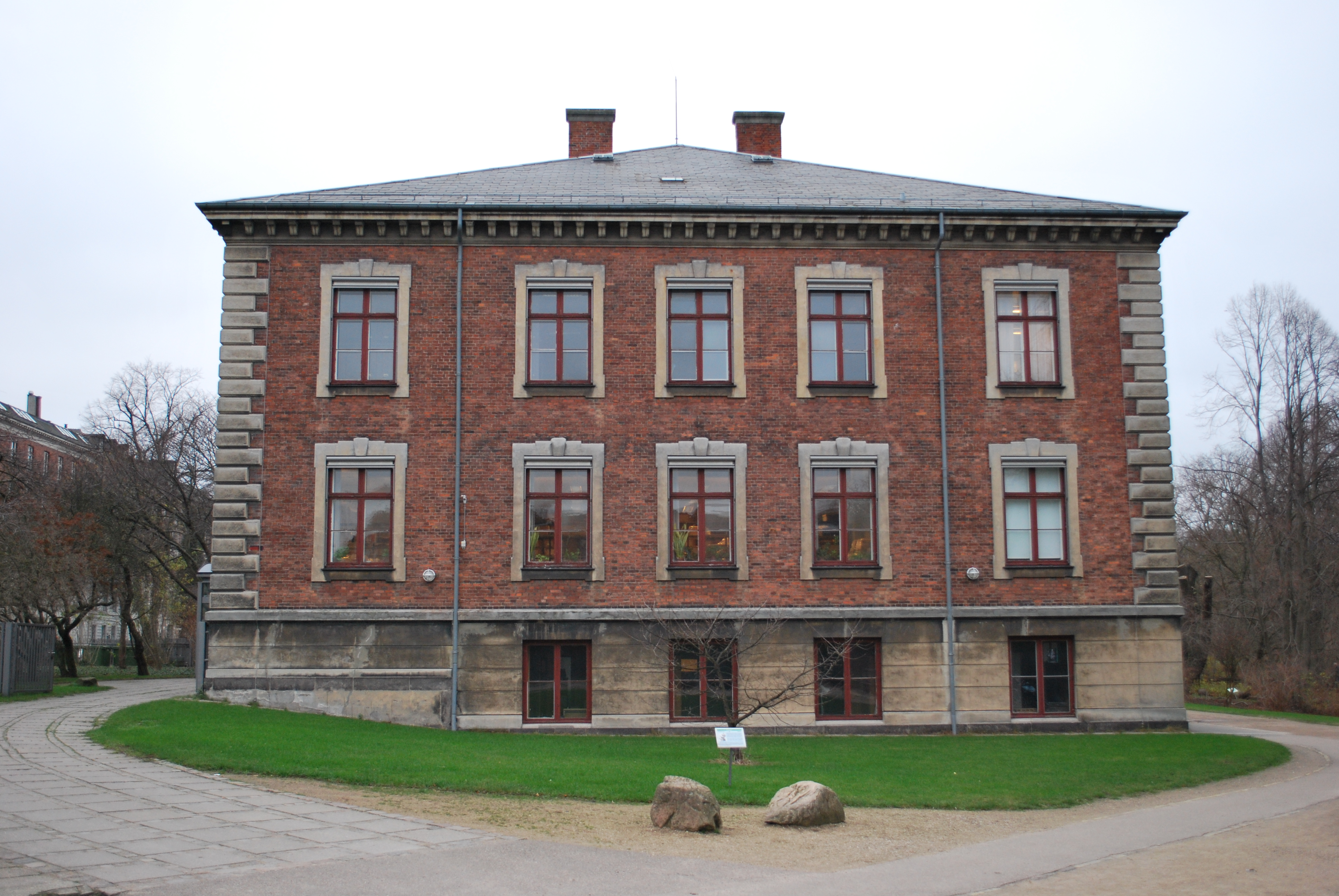
Будинок музею ботаніки і гербарія

Ботанічний сад Копенгагенського університету  (дан. Botanisk Have) — ботанічний сад у місті Копенгаген (Данія).

## Загальні відомості
Ботанічний сад розташований у центрі Копенгагена і займає площу 10 га. Великий комплекс теплиць, який має історичну цінність, був збудований ще у 1874 році.
Сад є частиною музею природничої історії Данії, який сам є підрозділом факультету природничих наук Копенгагенського університету. Використовується в дослідних, освітніх і рекреаційних цілях.

## Історія
Ботанічний сад був вперше створений у Копенгагені у 1600 році, але він був перенесений кілька разів, перш ніж опинився на своєму поточному місці розташування у 1870 році. Ймовірно, сад був заснований щоб забезпечити збір данських лікарських рослин після Реформації, коли монастирі й їхні сади були занедбані або зруйновані.

### Hortus Medicus
Перший сад, відомий як Hortus Medicus, був створений 2 серпня 1600 року згідно королівської грамоти короля Крістіана IV. Він був розташований у резиденції одного з професорів університету. У 1621 році Оле Ворм особисто взяв на себе відповідальність за догляд саду і збагатив його великою кількістю данських лікарських рослин, а також рідкісних зарубіжних видів, які він отримав завдяки професійним зв'язкам за кордоном.

### Сад Едера
Другий ботанічний сад був закладений Георгом Крістіаном Едером у 1752 році в щойно заснованому районі Фредеріксстаден на прохання Фредеріка V північніше лікарні Фредеріка. Сад був відкритий для публіки у 1763 році.
У 1770 році частина саду Едера була передана у розпорядження ботанічного саду університету. В попередньому році Кристіан VII пожертвував 2500 талерів університету, які були використані для потреб ботанічного саду. Едер став його першим директором. У 1778 році обидва сади були закриті, коли король викупив землю саду назад за 5000 талерів щоб звільнити місце для нових житлових і комерційних будівель і водночас пожертвував ділянку землі у районі палацу Шарлоттенборг для створення нового і більшого ботанічного саду. Плани цього саду отримали схвалення короля 22 липня 1778 року. Сад мав двох директорів, перший був призначений університетом, другий — королем. Першим університетським директором став Фріїс Роттбьолл, а першим королівським — Теодор Хольмшьольд.
У 1817 році подвійне директорство було ліквідовано та Йєнс Вілкен Горнеманн став єдиним директором саду. На цьому етапі сад займав близько 1,6 га в низькій, заболоченій зоні. Головна будівля була побудована як ботанічний музей, бібліотека та резиденція директора і садівника. Були також збудовані споруди для зберігання чутливих рослин у зимовий період. Перший парник був зведений у 1784 році.
У 1841 році Йоаким Фредерік Скоу замінив Горнеманна на посту директора. Серед його ініціатив стало створення нового відділу, присвяченого данським рослинам, а також поліпшення каталогізації рослин і насіння. Його перебування на посту директора тривало до 1852 року. Під час його директорства сад став ще більш тісним, і стало очевидно що необхідно розширення.

### Нинішній сад
Ботанічний сади отримав своє нинішнє місце перебування у 1870 році. Чотири роки по тому в 1874 році сад отримав свій великий комплекс оранжерей з ініціативи засновника Carlsberg Якобсена, який також фінансував його будівництво. Зразком послужив Кришталевий палац, який був зведений на Всесвітній виставці в Лондоні у 1851 році.

## Колекція
Ботанічний сад налічує більше 13 000 видів, майже всі з яких були зібрані в дикій природі. Сад має декілька відділів, включаючи:
- колекцію данських рослин (600 видів),
- колекцію багаторічних рослин (1100 видів),
- колекцію однорічних рослин (1100 видів),
- альпінарій із рослинами з гірських районів Центральної та Південної Європі,
- хвойний пагорб, де посаджені хвойні дерева,
- сад рододендронів.

Найстаріше дерево в саду — таксодіум дворядний, який був посаджений у 1806 році, а потім, у віці 60 років, був перенесений на нове місце.

## Оранжереї
У ботанічному саду 27 оранжерей. Найпримітнішим є оранжерейний комплекс площею 3000 квадратних метрів, збудований у 1874 році. Пальмова оранжерея має 250 метрів у довжину і 16 метрів у висоту (у центрі), до проходу на самому верху ведуть вузькі чавунні гвинтові сходи. У цій оранжереї розміщена велика колекція кактусів та інших сукулентів, а у другій — колекція орхідей і бегоній.
У саду також є обладнана спеціальним кондиціонером оранжерея, в якій можуть відтворити середовище, необхідне для арктичних рослин.
Ботанічний музей університету та гербарій розміщуються в будівлі, розташованій у саду, даючи співробітникам саду вільний доступ до довідкової літератури та до більш ніж двох мільйонів висушених зразків рослин.

## Галерея

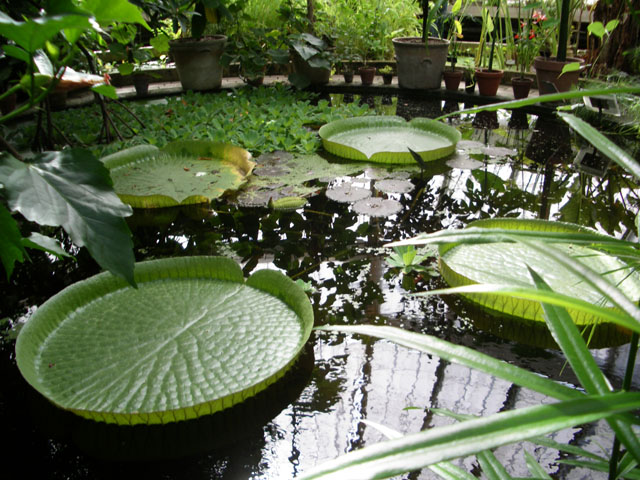
Вікторія
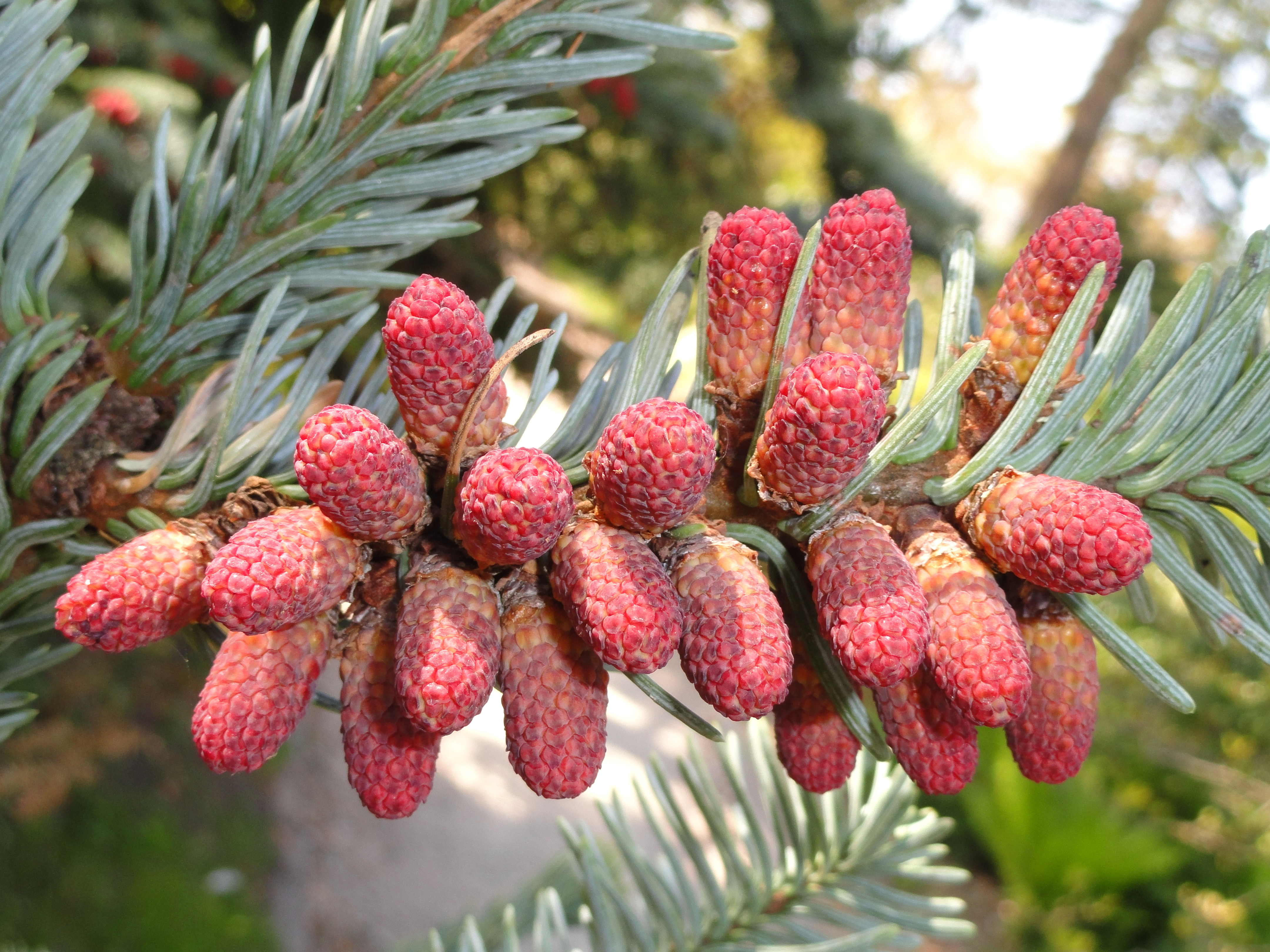
Abies procera
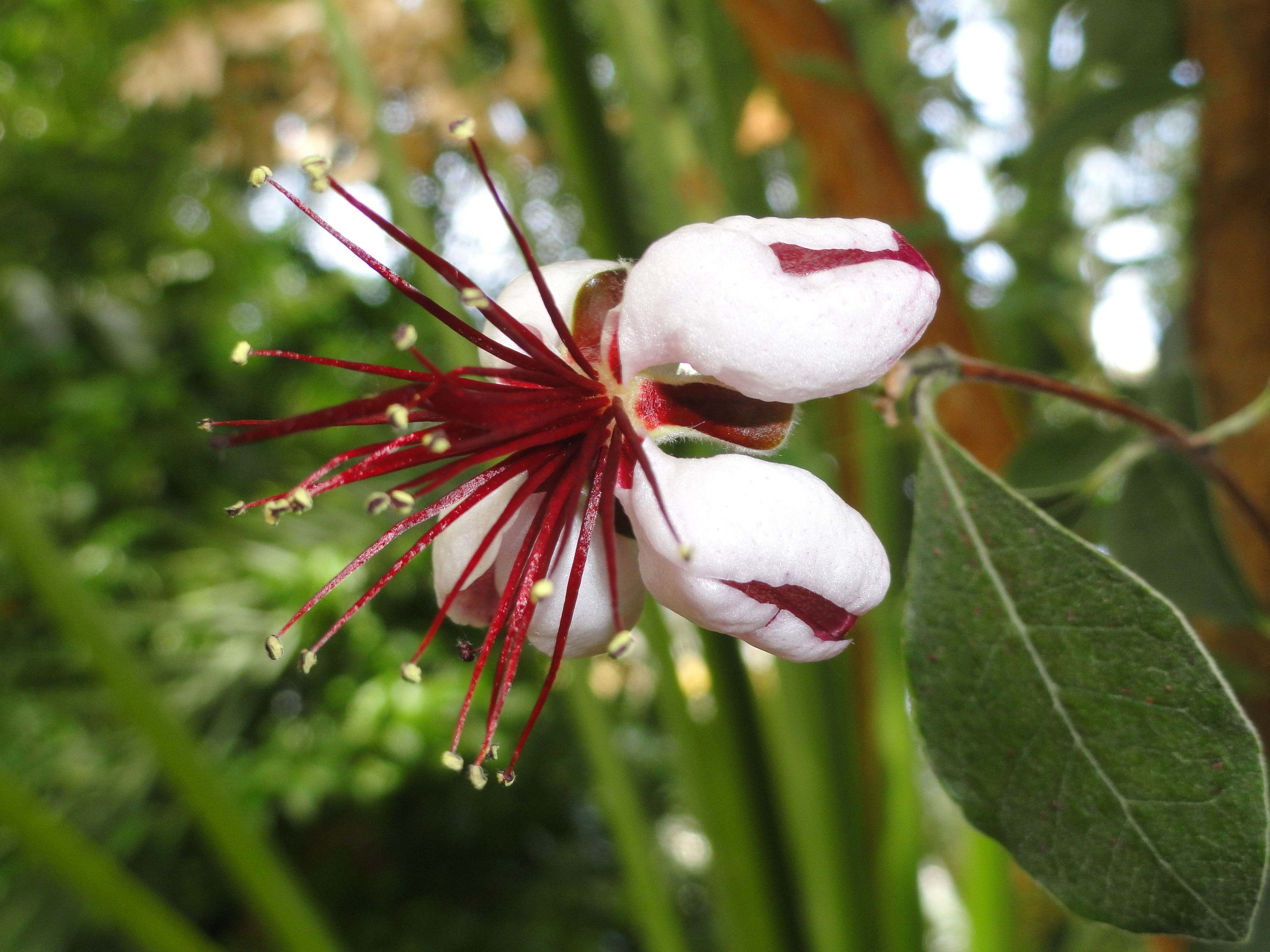
Acca sellowiana
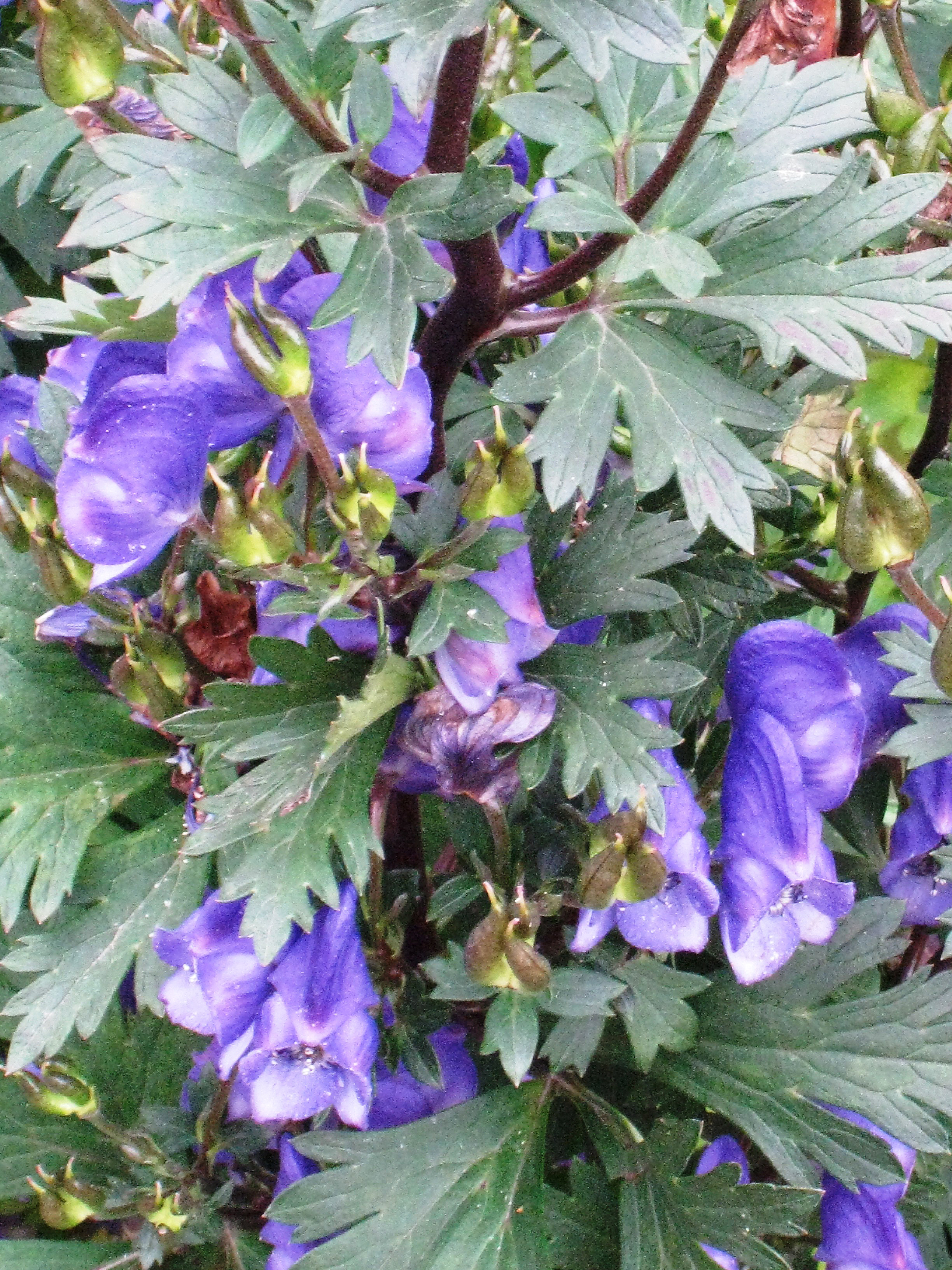
Aconitum napiforme
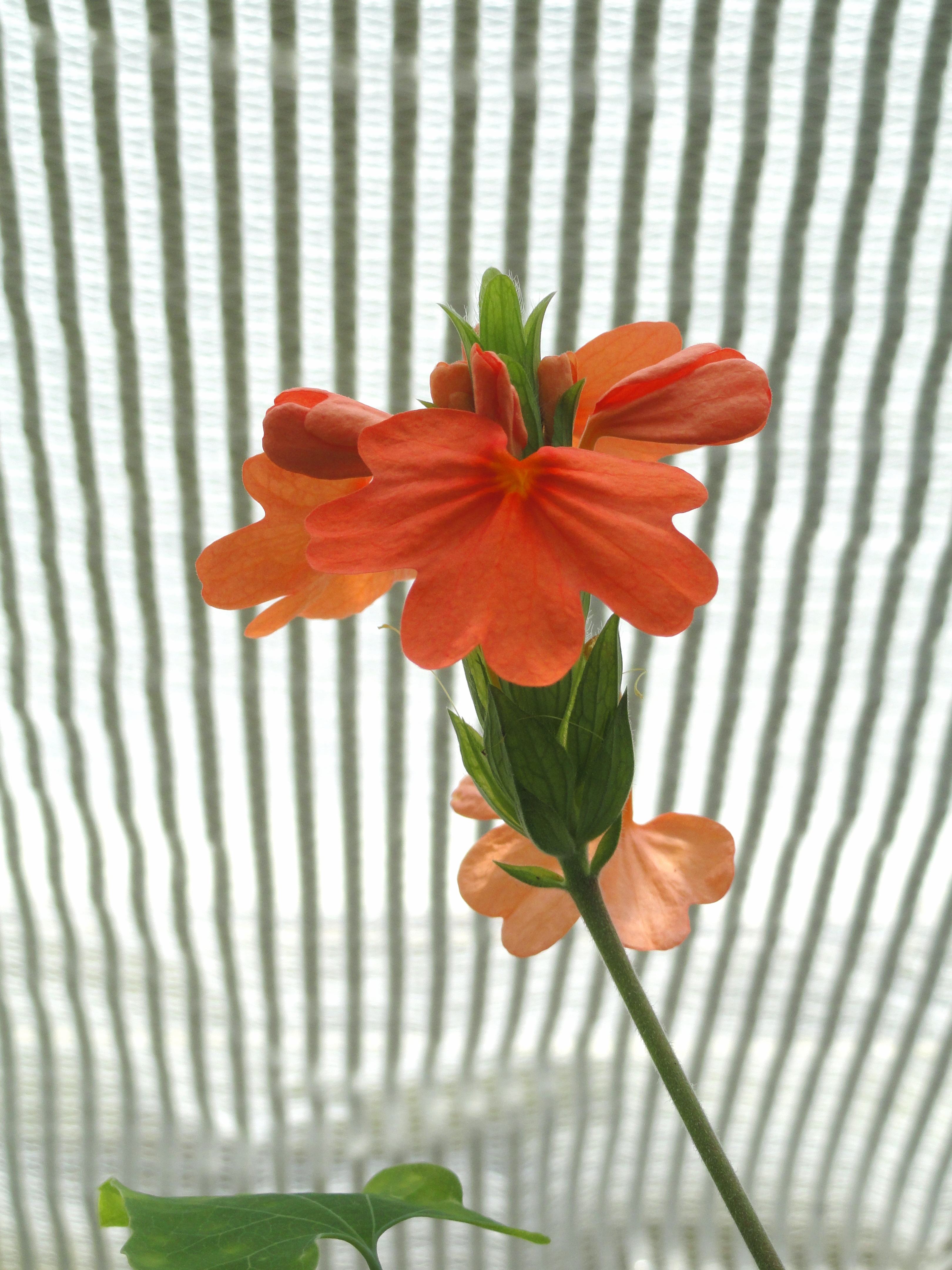
Aristolochia labiata
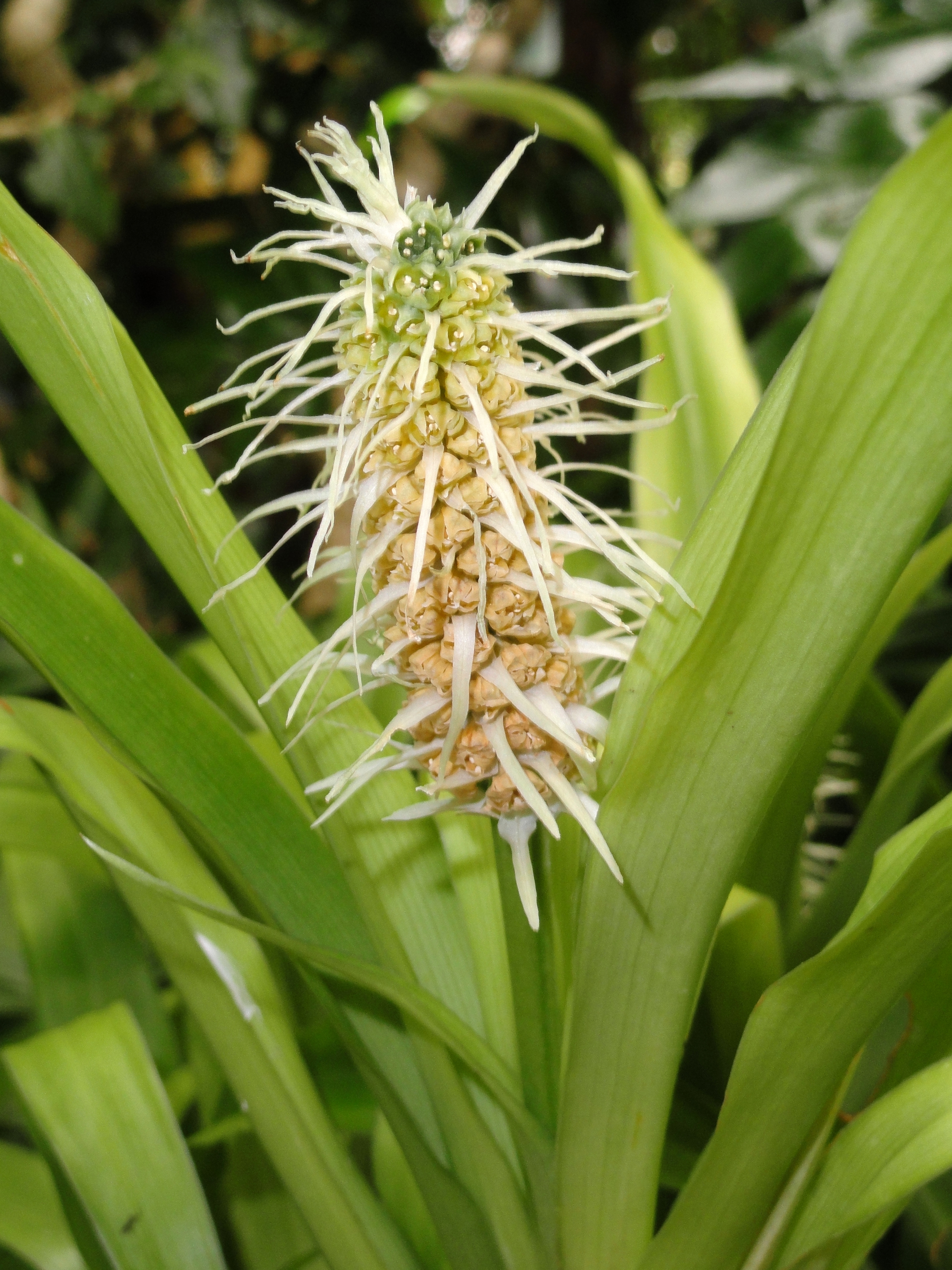
Campylandra yunnanensis
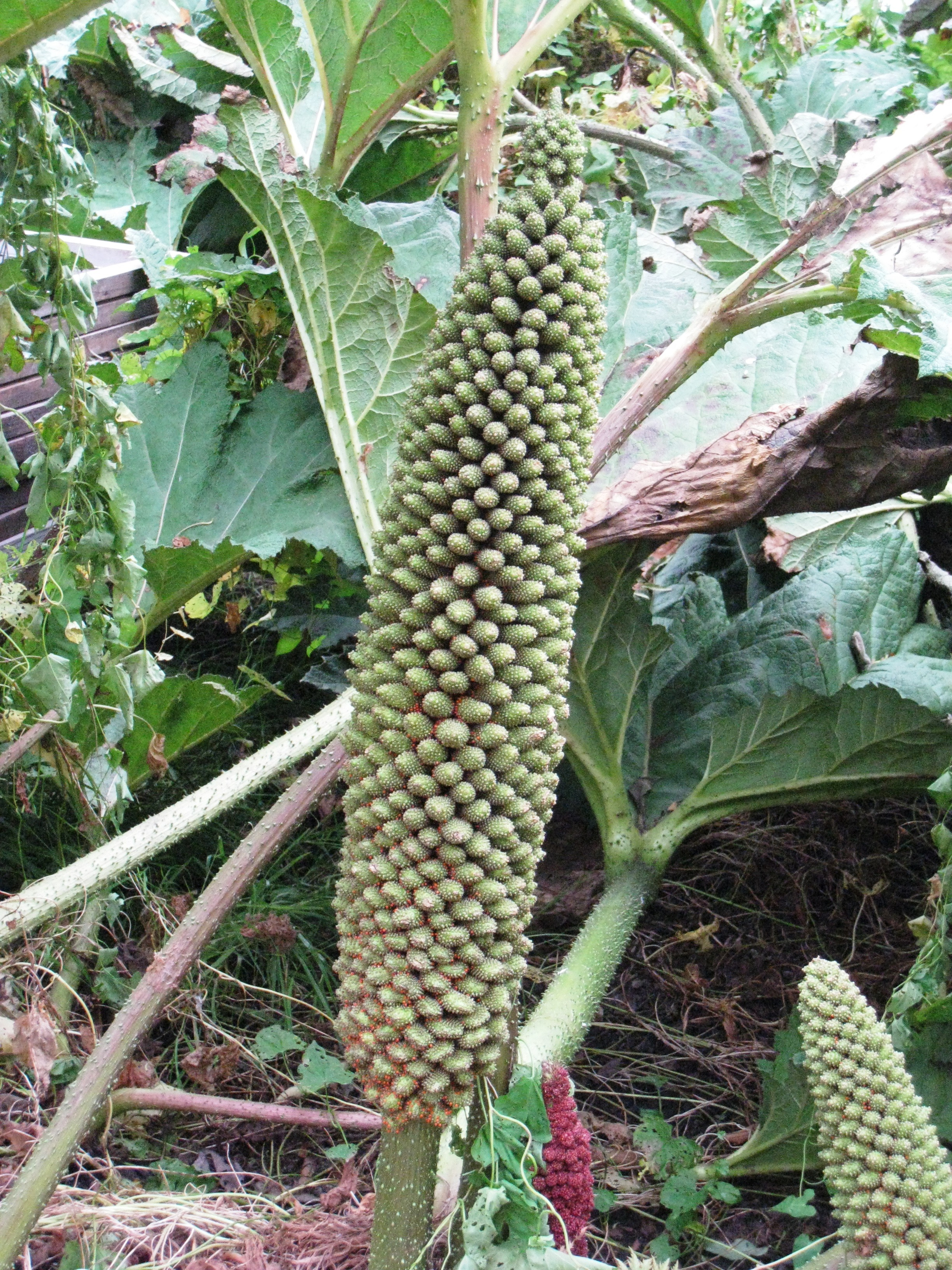
Gunnera tinctoria
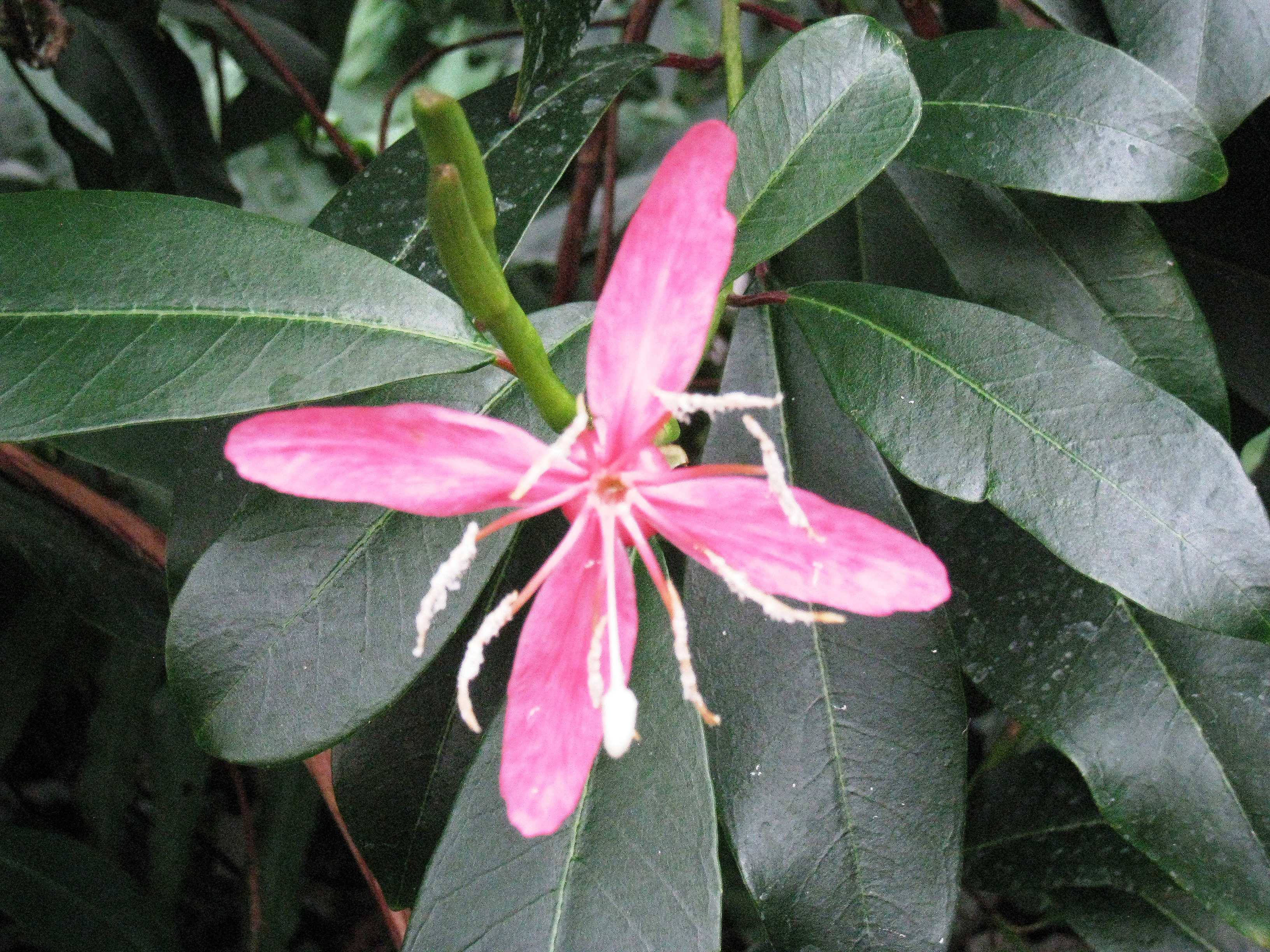
Hauya heydeana
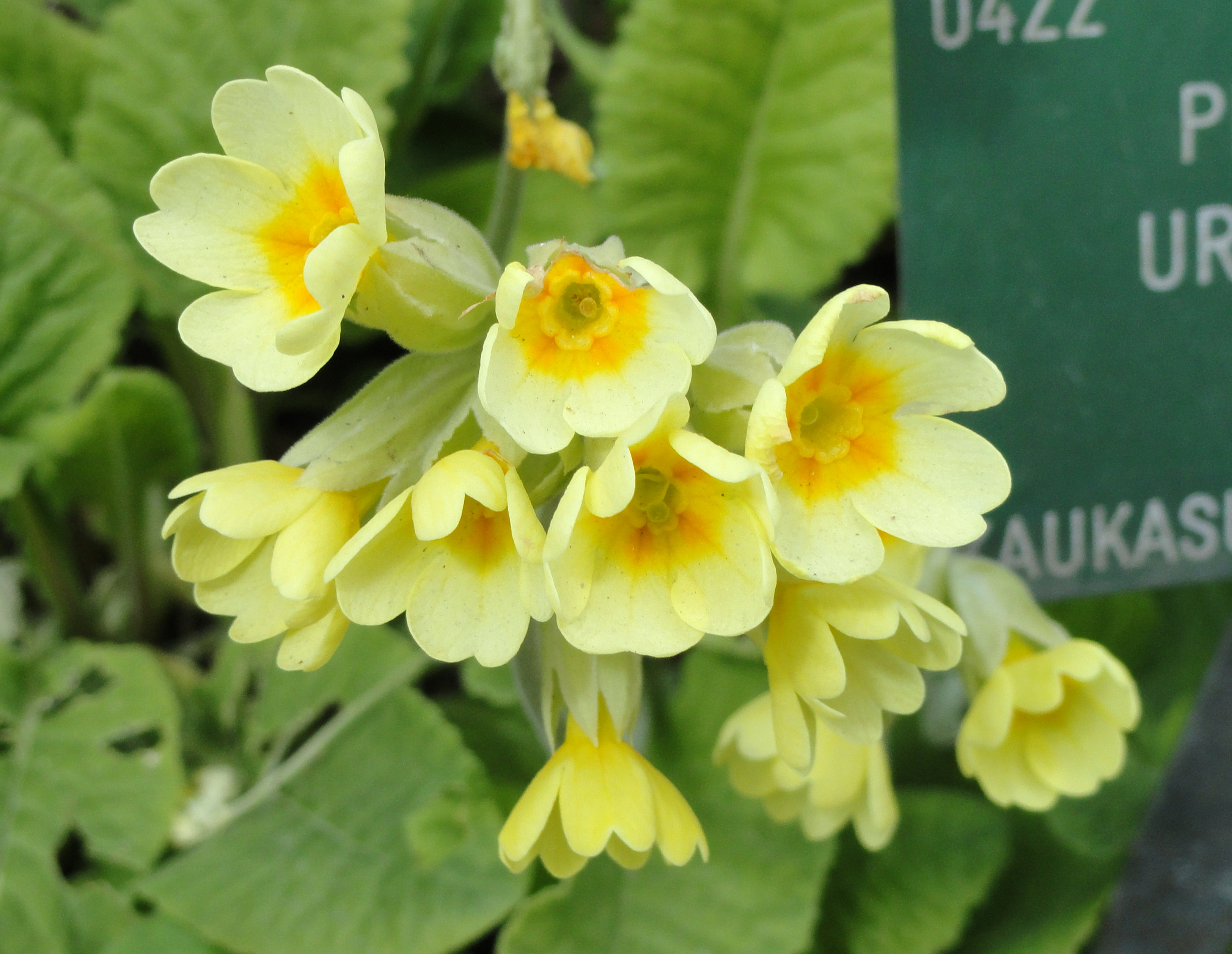
Primula uralensis
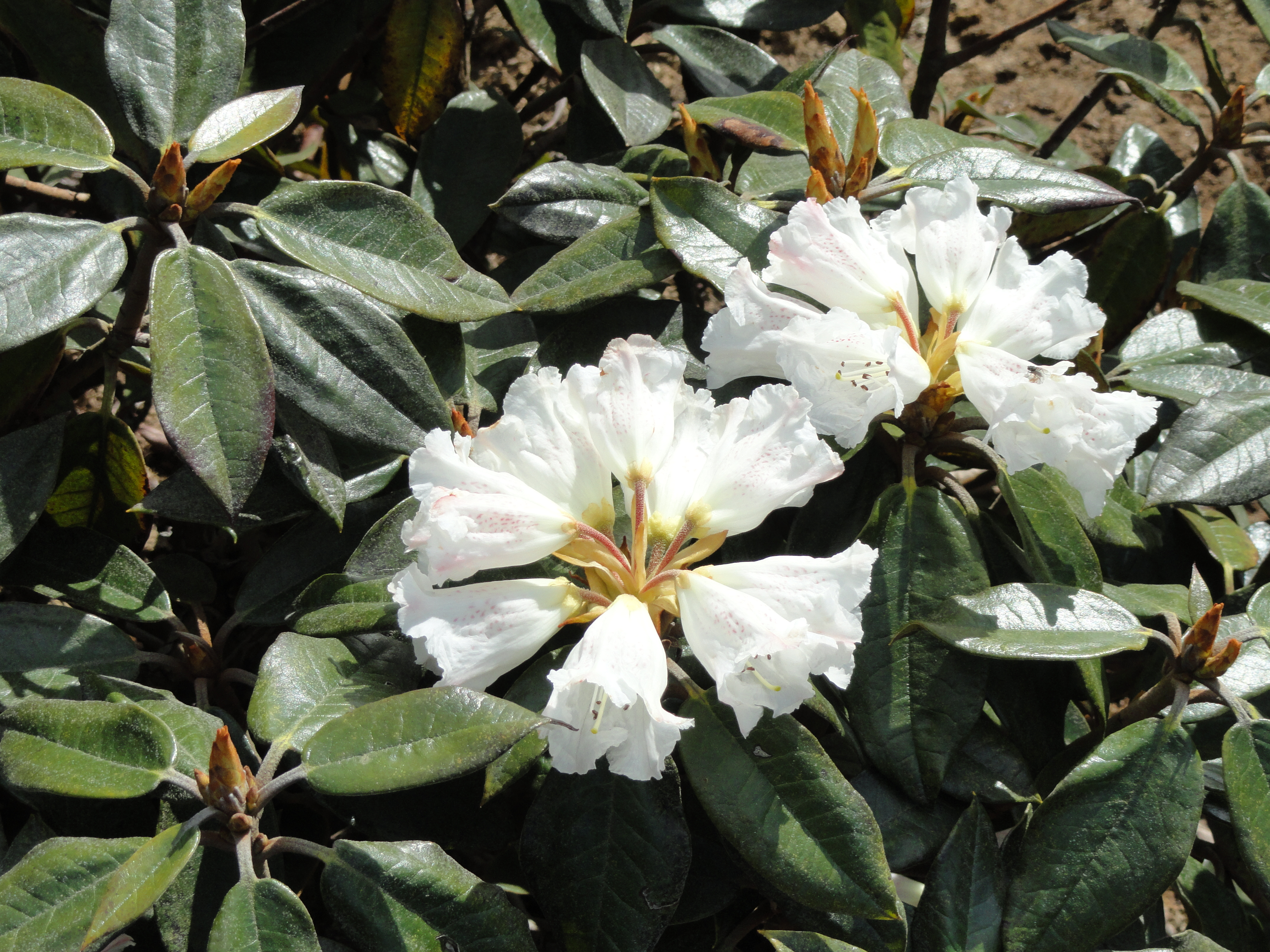
Rhododendron bureavii
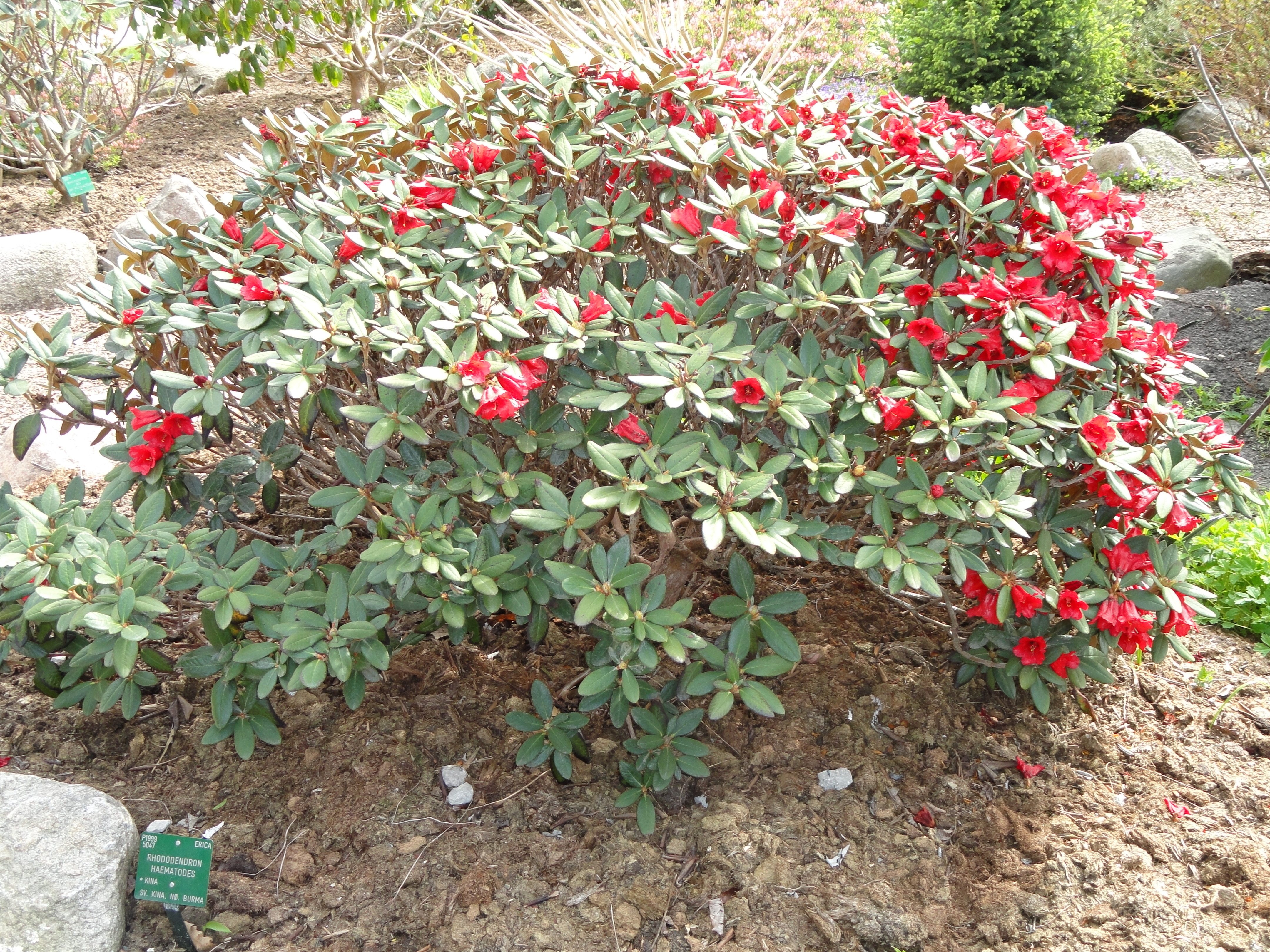
Rhododendron haematodes
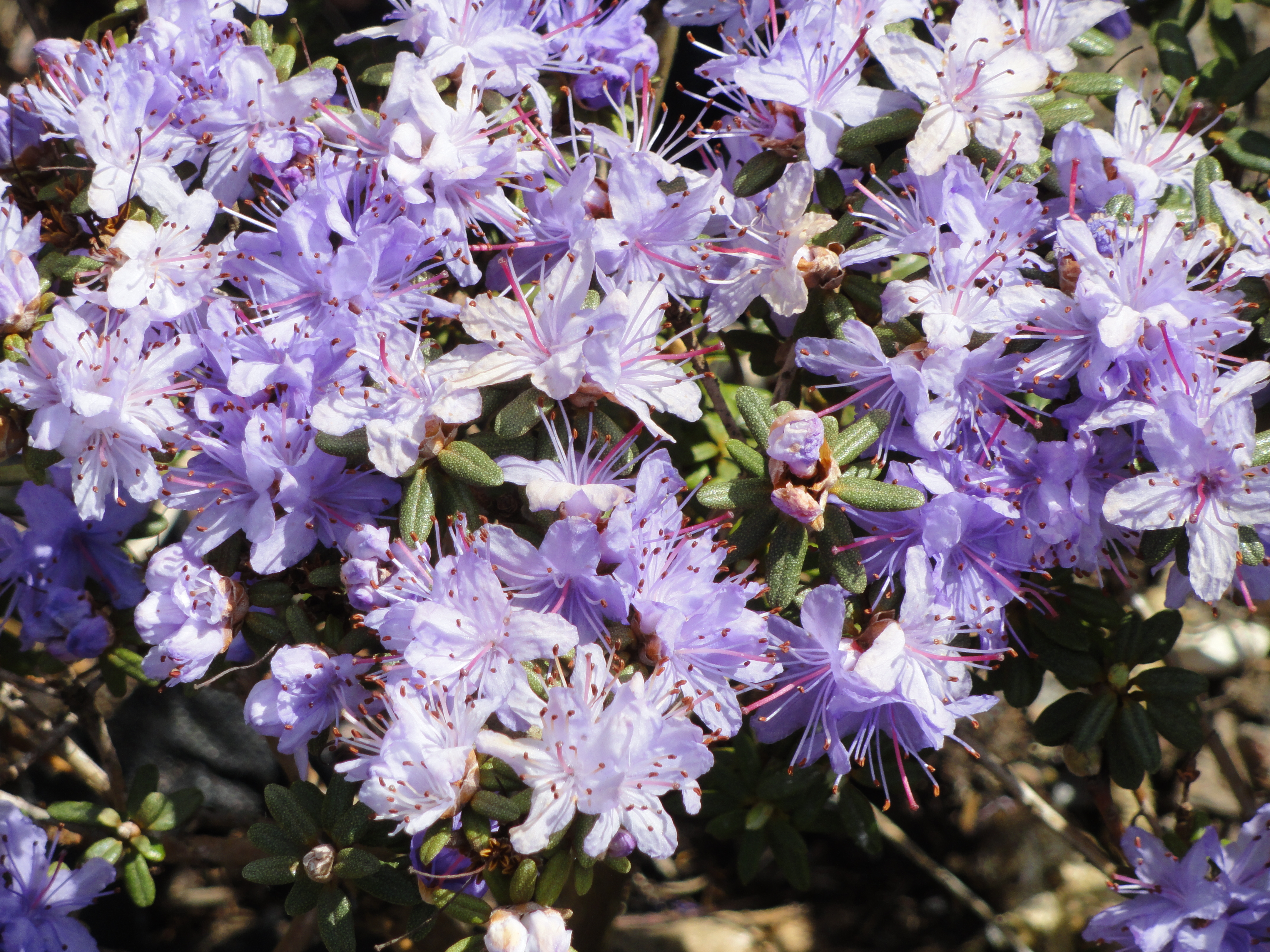
Rhododendron impeditum
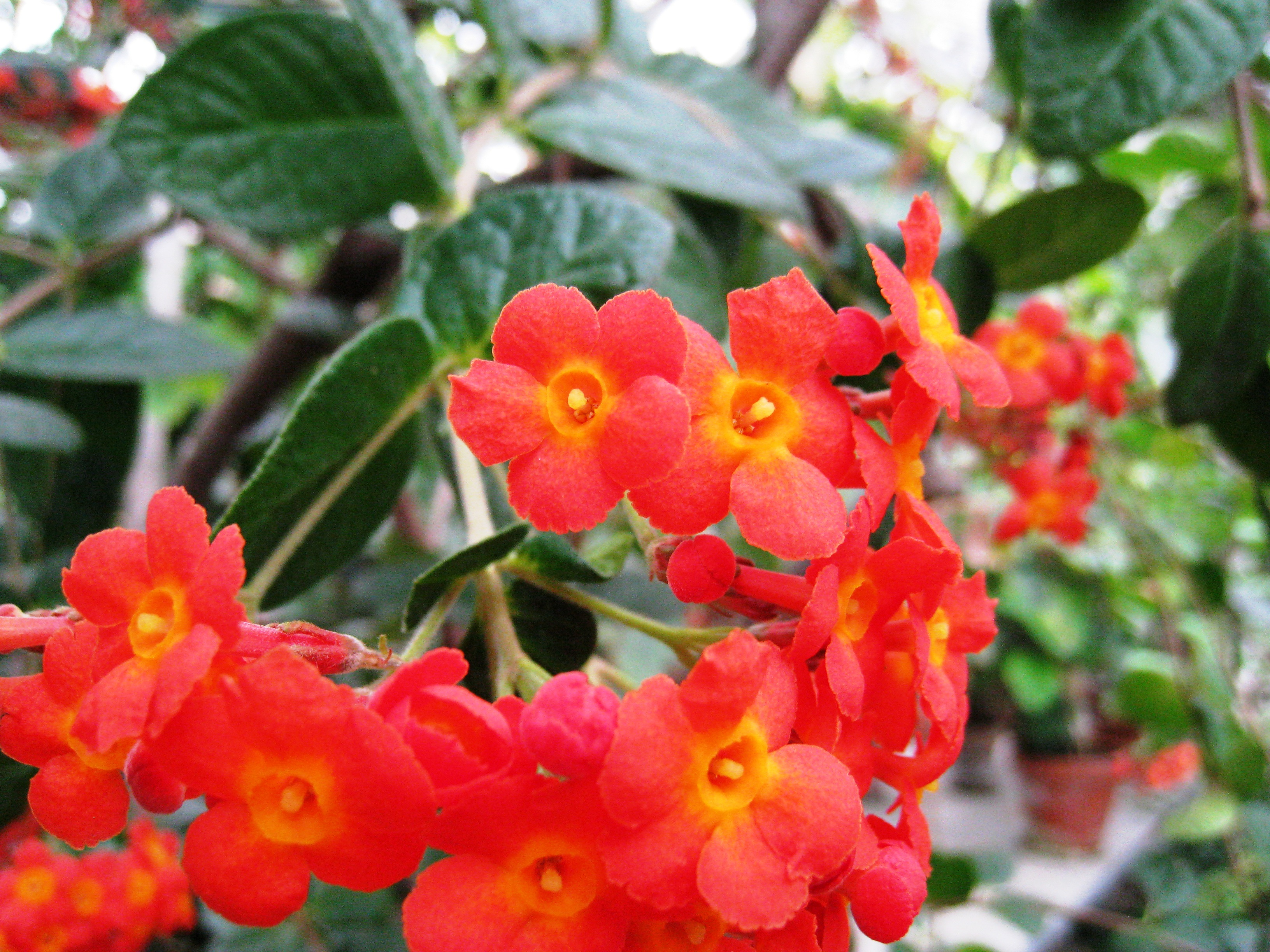
Rondeletia odorata
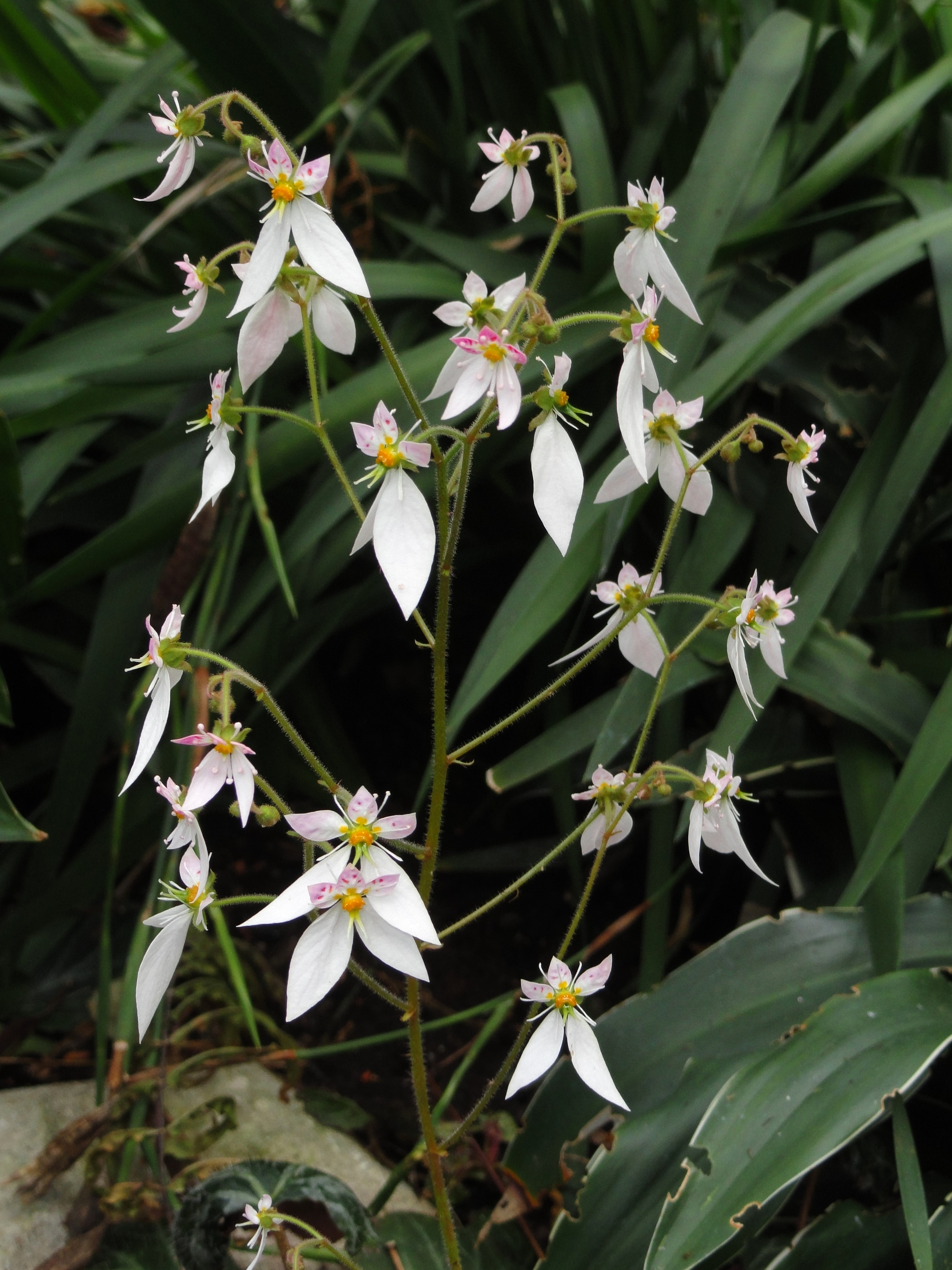
Saxifraga stolonifera
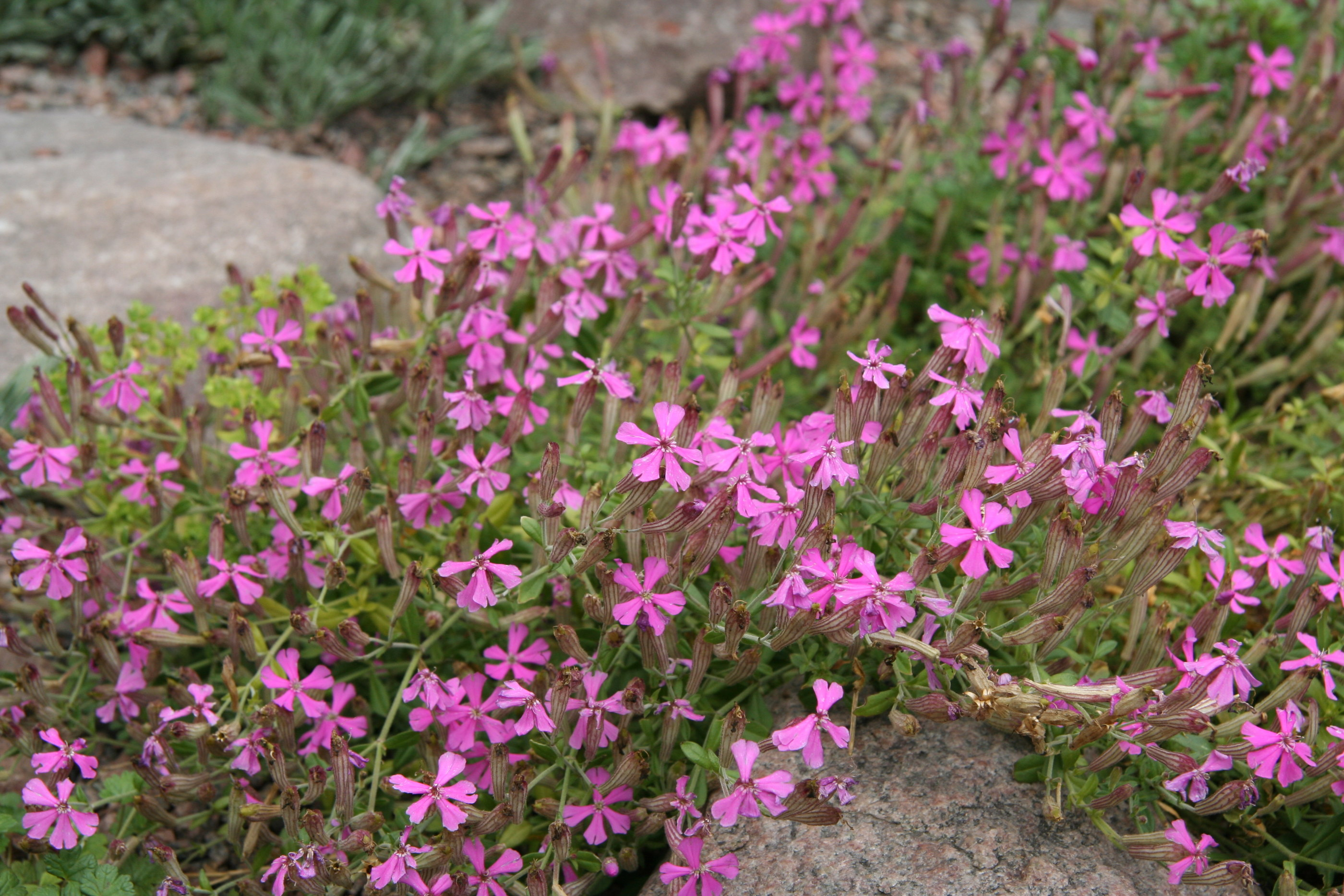
Silene schafta
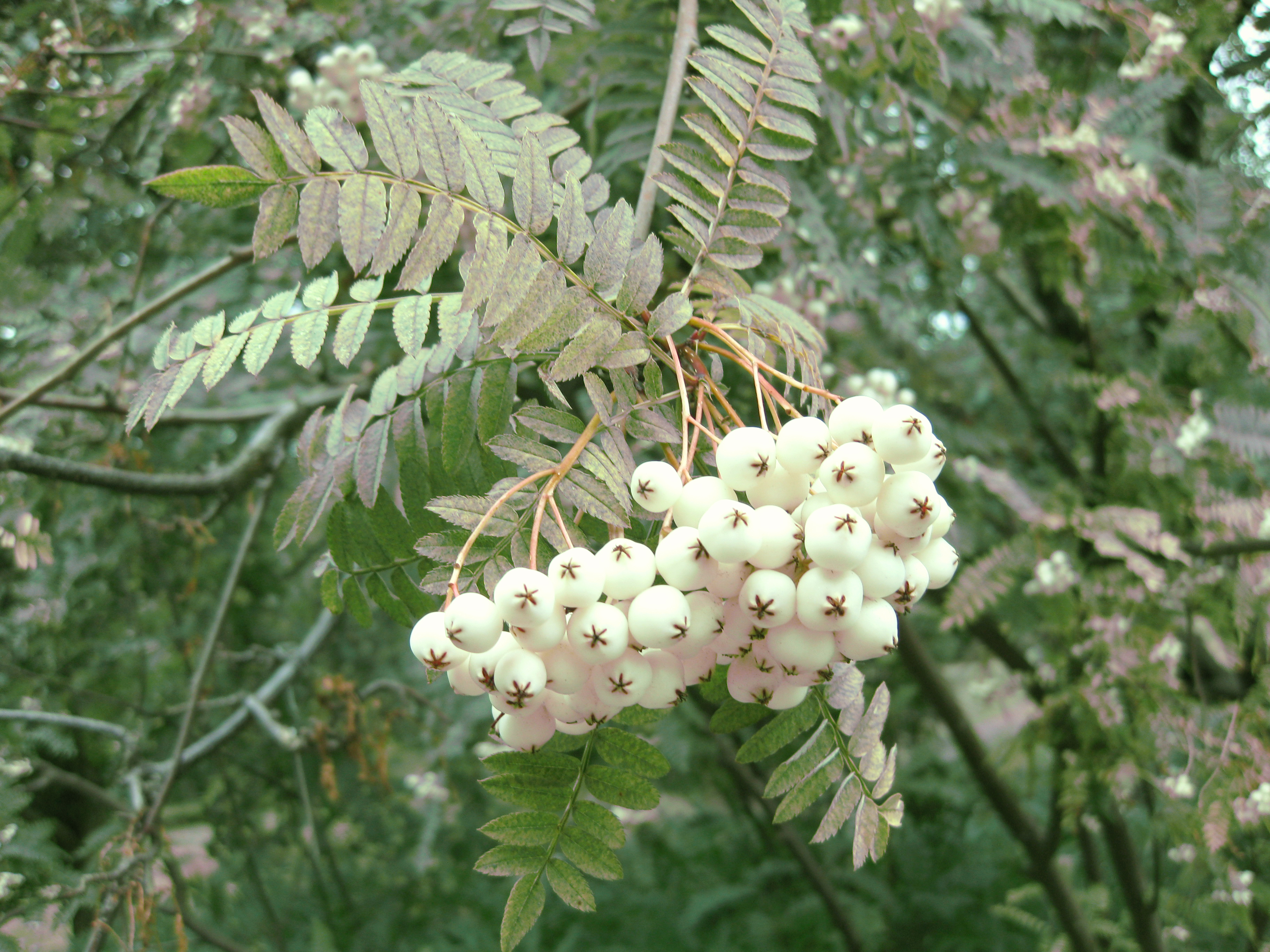
Sorbus koehneana
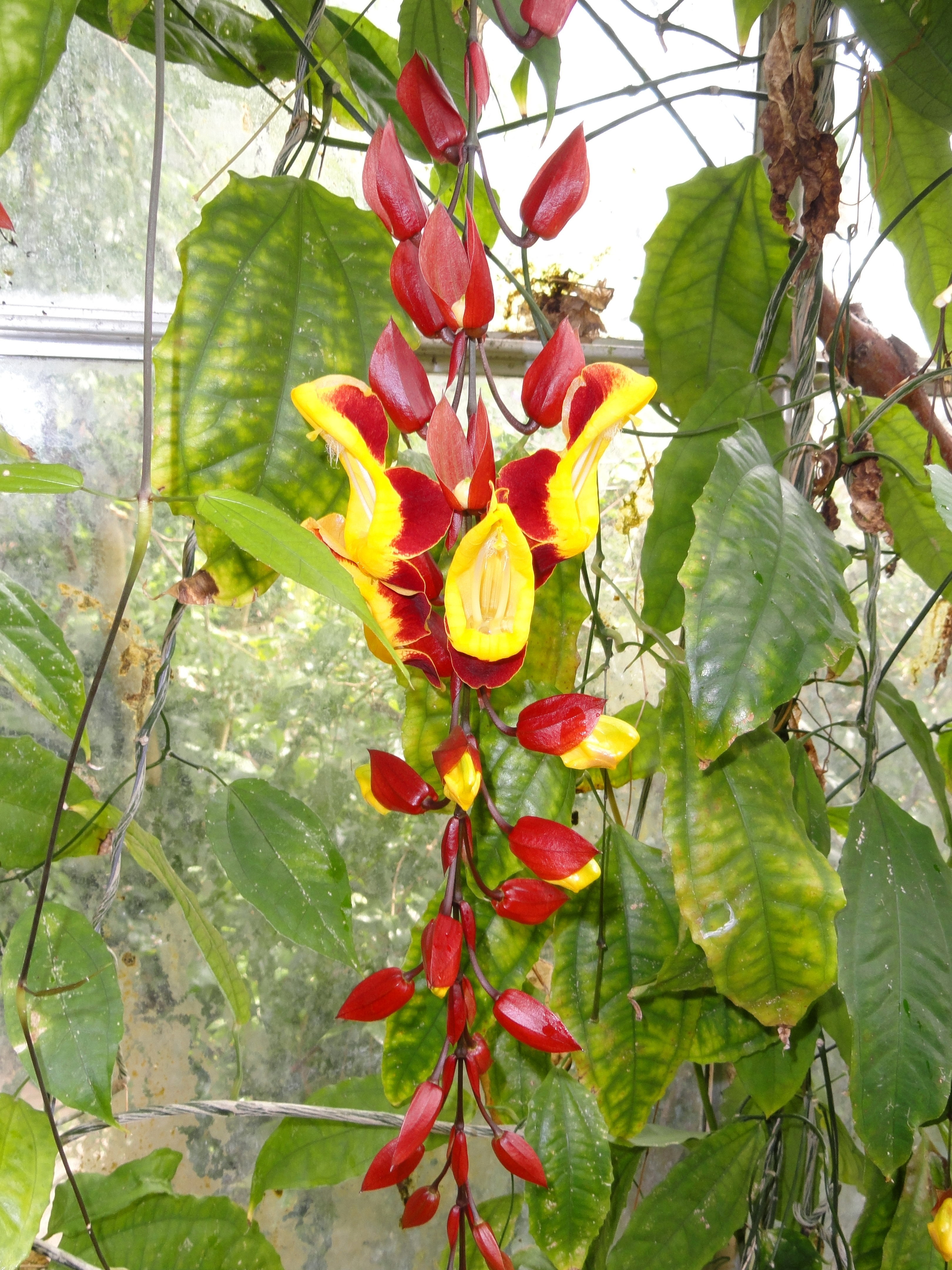
Thunbergia mysorensis
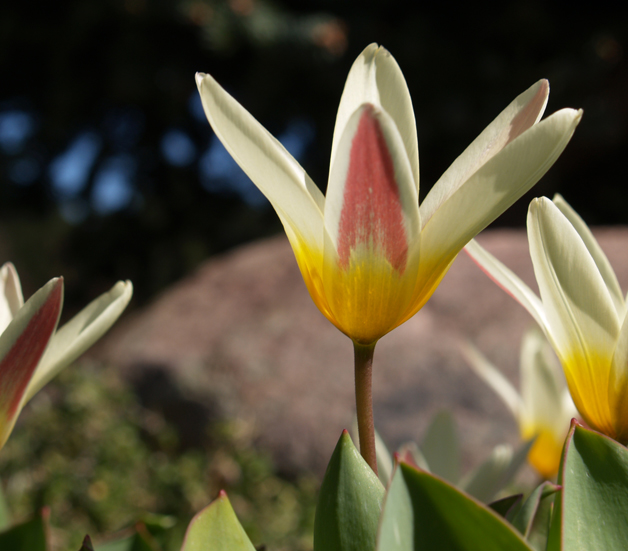
Tulipa kaufmanniana